# Le Genre humain, première partie: Les Parisiens
Le Genre humain, première partie: Les Parisiens, o semplicemente Les Parisiens, è un film del 2004 diretto da Claude Lelouch.

## Produzione
Il film, che doveva essere il primo di una trilogia intitolata Le Genre humain, è stato girato assieme alla sua seconda parte per un totale di circa 10 milioni di euro di budget, finanziati interamente dalla Les Films 13 del regista Claude Lelouch.

## Distribuzione
Il film è stato distribuito nelle sale cinematografiche francesi da Les Films 13 a partire dal 15 settembre 2004.

## Accoglienza
Il film è stato un colossale flop al botteghino.
A tre giorni dall'uscita, aveva totalizzato appena 4 162 spettatori. Lelouch, attribuendone lo scarso successo a quel che riteneva un trattamento ingiusto a lui sempre riservato da stampa e critica cinematografica (anche se L'Express avrebbe mostrato come le recensioni del film fossero positive e negative in egual misura), ha offerto di tasca propria la visione del film a tutti gli spettatori che si fossero recati a vederlo il 17 settembre allo spettacolo delle 19, in una qualunque delle 400 sale cinematografiche francesi in cui era in programmazione, per un ulteriore spesa di 150 000 euro. Tale trovata, per quanto molto discussa, non ha sortito l'effetto sperato di generare un passaparola positivo tra il pubblico per risollevare le sorti della pellicola, che si è arenata a 130 649 presenze dopo la prima settimana di programmazione.
In totale, il film ha incassato in Francia l'equivalente di 2,1 milioni di dollari.

## Sequel
Nel 2005, Lelouch ha fuso il film assieme alla seconda parte già girata della trilogia, stroncata sul nascere dal flop de Les Parisiens, per creare Le Courage d'aimer. Il terzo film avrebbe dovuto essere un musical.